# Bandeira de Irkutsk
A Bandeira de Irkutsk é um dos símbolos oficiais do Oblast de Irkutsk, uma subdivisão da Federação Russa. Foi adotada em 16 de julho de 1997.

## Descrição
Seu desenho consiste em um retângulo com proporção largura-comprimento de 2:3 dividido em três faixas verticais de tamanhos diferentes. As cores das faixas externas são azul celeste, de largura igual a 1/4 do comprimento total da bandeira, e da interna é branca, de largura igual a 1/2 do comprimento total da bandeira. Ajustado no centro da faixa branca está o elemento central do brasão de armas do óblast, que trata-se de um tigre-siberiano negro emoldurado em ramos de cedro verde em desenho estilizado.
Não existem tigres siberianos negros. No entanto isto ocorreu porque na tentativa de reconstruir o brasão de Irkutsk em 1880 com base em uma descrição houve um erro, e tigre foi retratado como um castor. O erro foi corrigido apenas em 1997. No entanto, a figura não foi corrigida totalmente e a figura foi modificada apenas no formato e não na cor. 

## Simbolismo
As cores bandeira significam:
- Azul - um símbolo da água. Neste caso, um símbolo do Lago Baikal e o rio Angara;
- O branco - símbolo da pureza, bondade, humildade, a pureza pensamentos dos povo de Irkutsk, bem como é um símbolo de cor branca do inverno siberiano;
- Os ramos verdes de cedro - a cor da esperança, da alegria e da abundância. Simboliza também flora e a riqueza florestal da região;
- O tigre siberiano é um animal típico da fauna da região.